# Antigues Escoles Públiques de Maçanes
Les Antigues Escoles Públiques és una obra de Maçanes (Selva) inclosa a l'Inventari del Patrimoni Arquitectònic de Catalunya.

## Descripció
Edifici aïllat, situat al nucli urbà de Maçanes. L'edifici, de planta quadrada, consta de planta baixa i dos pisos, i està cobert per una teulada a doble vessant amb el ràfec simple. A la façana, a la planta baixa, hi ha la porta d'accés en arc de llinda o arc pla. Al costat dret hi ha una finestra rectangular.
Al primer pis, hi ha un balcó amb llosana de pedra sostinguda per mènsules i barana de ferro forjat, amb les inicials SM 1906, al que s'ha accedeix a través de tres portes en arc de llinda.
El pas del primer pis al segon, queda remarcat a la façana per una línia d'imposta. Al segon pis, hi ha tres balcons, el central amb llosana de pedra sostinguda per mènsules i barana de ferro forjat, i dos de laterals sense llosana, amb barana de ferro forjat. Totes les obertures del segon pis són en arc de llinda.
Els murs són de maons, i les façanes estan arrebossades i pintades de color cru amb un sòcol de color gris.

## Història
L'edifici data del 1906. El 1926 la família Cabrerol, els propietaris, van fer donació de la casa per tal que fos dedicada a escola i casa per las mestres. Des de llavors i fins al 1991 combinà aquesta funció amb la de seu de l'ajuntament i de la cambra agrària local.